# Visión política de Ronald Reagan

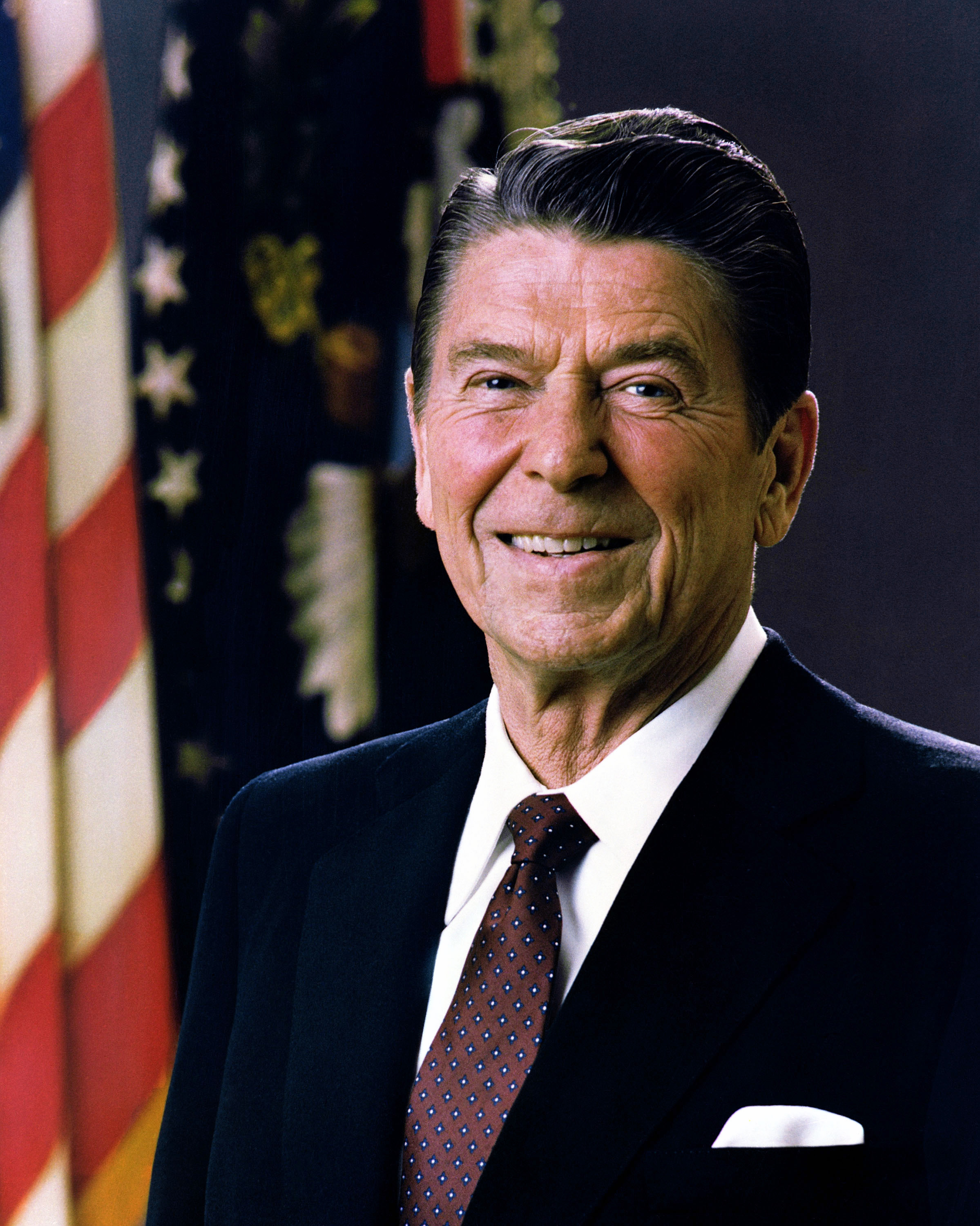
Ronald Reagan.

Ronald Reagan fue el cuadragésimo presidente de Estados Unidos (1981 - 1989) y el trigésimo tercer Gobernador de California (1967 - 1975). Perteneciente al conocido partido político estadounidense de posición derecha Partido Republicano.

## Política extranjera

### Guerra Fría
Ronald Reagan ejerció como presidente durante la última parte de la Guerra Fría, una era de desacuerdos políticos e ideológicos entre los Estados Unidos y la Unión Soviética. Reagan etiquetó a la URSS como el "Imperio del mal", que sería considerado como un "montón de ceniza en la historia"; posteriormente predijo que el socialismo colapsaría. Invirtió la política del détente y masivamente construyó la United States Military. A través de ella, ordenó la producción de misiles MX "Peacekeeper" e implementó el programa B-1 bomber que había sido cancelado por la administración Carter. También monitoreó el despliegue de los misiles Pershing II en la Alemania Occidental.
Propuso la Iniciativa para la Defensa Estratégica (IDE o SDI en inglés), un proyecto de defensa que planeaba utilizar un sistema de defensa basado en misiles de tierra y aire para proteger a los Estados Unidos de algún ataque. Reagan creía que su escudo de defensa haría imposible una guerra nuclear. Reagan estaba convencido de que el país socialista Unión Soviética podía ser vencido en lugar de simplemente negociar.

### Armas nucleares
De acuerdo a muchos académicos y biógrafos de Reagan, incluyendo a Paul Lettow, John Lewis Gaddis, Richard Reeves, Lou Cannon, y al mismo Reagan en su autobiografía, Ronald Reagan deseaba honestamente la abolición de todas las armas nucleares. Propuso a Gorbachev de que de ser posible la construcción de una barrera antimisiles, todas las armas nucleares debían ser eliminadas y la tecnología de la barrera antimisiles compartida, y el mundo estaría mucho mejor.
En su autobiografía, An American Life, Reagan escribió: "El Pentágono dijo que por lo menos 150 millones de vidas estadounidenses serían perdidas en una guerra nuclear con la Unión Soviética  - aunque 'ganemos'. Para los estadounidenses que sobreviviesen a semejante guerra, no podrían imaginar qué tipo de vida vivirían. El planeta estaría tan envenenado que los 'supervivientes' no tendrían un lugar donde vivir. Aunque una guerra nuclear no implique la extinción de la humanidad, sin lugar a dudas sería el fin de la civilización como la conocemos. Nadie puede 'ganar' una guerra nuclear. Sin embargo, mientras las armas nucleares sigan existiendo, siempre existirá el riesgo de que sean utilizadas, y una vez que la primera arma nuclear fuera lanzada, ¿quién sabría dónde terminaría? Mi sueño, entonces, es tener un mundo libre de las armas nucleares... Durante los ocho años que fui presidente nunca dejé que mi sueño de un mundo libre de armas nucleares se escapara de mi mente". Reagan escribió que el creía que la política de destrucción mutua asegurada formulada por John F. Kennedy estaba completamente errada.
Reagan y el líder soviético Mijaíl Gorbachov firmaron el INF Treaty en 1987 (y lo ratificaron en 1988), el cual fue el primero en la historia de la Guerra Fría en ordenar la destrucción de una clase entera de armas nucleares.

### Guerra Irán-Iraq
Originalmente neutral en la Guerra Irán-Iraq de 1979 a 1988, la administración Reagan comenzó a apoyar a Iraq porque una victoria de Irán no serviría a los propósitos de Estados Unidos. En 1983, Reagan emitió el memorándum Directiva de Decisión sobre la Seguridad Nacional, que pedía una mayor cooperación militar en la región para defender las instalaciones de petróleo y medidas para mejorar las capacidades militares estadounidenses en el Golfo Pérsico, dirigiendo a los Secretarios de Estado y de Defensa y al Presidente de la Junta de Jefes de Personal para tomar las medidas apropiadas para responder a las tensiones en dicho área.

## Políticas económicas

Reagan da un discurso televisivo desde el Despacho Oval, explicando su plan para la Legislación sobre Reducción de Impuestos en julio de 1981.

### Planes económicos, impuestos y déficit
Reagan implementó políticas basadas en la conocida como economía del lado de la oferta y defendió la filosofía del laissez-faire, buscando estimular la economía con reducciones de impuestos a largo plazo y cruzando las fronteras. Reagan apuntaba a mejorías en ciertos medidores económicos claves como evidencia de éxito. Las políticas se basaban en el supuesto de que el crecimiento económico se daría cuando las tasas marginales de impuestos fueran lo bastante bajas como para estimular la inversión, lo cual, entonces, conduciría a un creciente desarrollo económico, altos niveles de empleo y salarios.
Reagan se opuso tenazmente a la elevación del impuesto sobre la renta. Durante su administración, las tasas federales de impuestos a la renta bajaron significativamente.
Para cubrir el creciente déficit del presupuesto federal, los Estados Unidos se endeudaron fuertemente tanto internamente como en el exterior, elevando la deuda nacional de $700.000 millones a $3 billones. Reagan describió el nuevo nivel de endeudamiento como la "mayor decepción" de su presidencia.

### Libre comercio
Reagan apoyó el libre mercado. Cuando se postulaba a la presidencia en 1979, Reagan propuso un "acuerdo Norteamericano", para que las mercaderías pudieran moverse con mayor libertad a través de Canadá, EE. UU. y México. Ampliamente desestimado en ese momento, Reagan fue serio en su propuesta. Una vez en el cargo, firmó un tratado con Canadá para tal efecto. Su "acuerdo Norteamericano" se convertiría después en el North American Free Trade Agreement (NAFTA), firmado por el Presidente George H. W. Bush y ratificado por el Presidente Bill Clinton.

### Salud
Reagan estaba en contra del sistema de salud socializado, sistema de salud universal o sistema de salud fundamentado en el sector público. En 1961, siendo todavía miembro del Partido Demócrata, Reagan manifestó su oposición al sistema de salud pagado con impuestos en una grabación de 11 minutos de duración; la idea estaba empezando a ser defendida por el partido Demócrata. En la grabación, Reagan afirmó:
"Uno de los métodos tradicionales de imposición (estatismo o socialismo) en un pueblo ha sido por la vía de la medicina. Es muy fácil describir un programa médico como un proyecto humanitario...Bajo la administración Truman se propuso que debíamos tener un programa de seguro médico obligatorio para todas las personas en los Estados Unidos y, por supuesto, el pueblo Americano rechazó esto sin atisbo de duda...En la última década, 127 millones de nuestros ciudadanos, en sólo diez años, se han acogido a la protección de algún tipo de seguro privado médico u hospitalario. Los abogados de la [sanidad socializada], cuando intentas oponerte a ella, te retan sobre la base de las emociones...¿Qué podemos hacer sobre esto? Bien, tú y yo podemos hacer un gran pacto. Podemos escribir a nuestros Congresistas, a nuestros Senadores. Podemos decir justo ahora que no queremos más invasiones en las libertados individuales. Y por el momento, la cuestión principal es que no queremos medicina socializada...Si no quieren, aprobarán este programa que propongo de forma tan segura como que el sol saldrá mañana. Y tras ello vendrán otros programas federales que invadirán cada área de libertad que tan bien hemos conocido en este país, hasta que un día, como dijo Norman Thomas, nos despertaremos dándonos cuenta de que tenemos socialismo. Si no quieren hacer esto y si yo no lo hago, uno de estos días ustedes y yo vamos a utilizar el ocaso de nuestros años contándole a nuestros hijos, y a los hijos de nuestros hijos, que hubo una vez una América donde los hombres eran libres."

### Seguridad social
Reagan estaba a favor de hacer los beneficios del Seguro Social voluntario. De acuerdo con el biógrafo de Reagan Lou Cannon, "No tengo dudas respecto a que él veía que el Seguro Social era un esquema Ponzi (esquema Ponzi). Él estaba intrigado con la idea de hacer un plan voluntario que permitiera a los trabajadores realizar sus propias inversiones. Esto habría perjudicado al sistema, privando al Seguro Social de la contribución de millones [de dólares] de los más altos asalariados trabajadores del país."

## Políticas sociales

### Medio ambiente
Reagan descartó la lluvia ácida y sus propuestas, para poner fin a ella como una carga para la industria. En la década de 1980, la contaminación se había convertido en un problema en el Canadá. El Primer Ministro Pierre Trudeau reclamó por la contaminación que se originaba de las fábricas de EE. UU.. La Environmental Protection Agency (Agencia de Protección del Medio Ambiente) le imploró a Reagan que hiciera un compromiso más grande en el presupuesto para reducir la lluvia ácida; Reagan rechazó la propuesta diciendo que era desperdiciar dineros del gobierno. Cuestionó evidencia científica sobre las causas de la lluvia ácida.
Pocas veces Reagan pensó en el medio ambiente en términos políticos, y no temió que su popularidad se dañara por temas medioambientales.

### Aborto
Reagan era provida, y por lo tanto estaba en contra del aborto. Ha sido citado diciendo, "Si hay una interrogante que especule sobre si hay vida o muerte, la duda debe ser resulta en favor de la vida."
Como Gobernador de California, Reagan promulgó como ley la "Therapeutic Abortion Act", en un esfuerzo por reducir el número de "back room abortions" realizados en California. Como resultado, aproximadamente un millón de abortos se llevarían a cabo; Reagan culpó a los doctores, argumentando que estos habían malinterpretado la ley deliberadamente. Al momento en que la ley fue firmada, Reagan había estado en el cargo solo cuatro meses, y declaró que si hubiera tenido más experiencia como gobernador no la habría firmado. Entonces se declaró como un provida.
Reagan logró obtener el apoyo de los grupos provida mientras competía por la presidencia, a pesar de su autorización de la "Therapeutic Abortion Act", apoyando una enmienda constitucional que prohibiera todos los abortos excepto cuando fuera necesario para salvar la vida de la madre. Él veía el "aborto por demanda" como dañino emocionalmente.

### Crimen y pena capital
Reagan estaba a favor de la pena capital. Como gobernador de California se le pidió que diera un perdón oficial a Aaron Mitchell, quien había sido sentenciado a muerte por el asesinato de un policía de Sacramento, pero no lo concedió. Mitchell fue ejecutado a la mañana siguiente. Fue la única ejecución durante sus ocho años como gobernador; previamente le había entregado el perdón oficial a un hombre que había tenido un historial de daño cerebral.
Aprobó la construcción de tres nuevas prisiones como presidente en 1983, como le recomendó el Fiscal General William French Smith.

### Drogas
Reagan era serio en cuanto a su oposición a las drogas ilegales. Él y su esposa buscaron el reducir scourage de drogas mediante la campaña para la prevención de drogas Just Say No, una organización que Nancy Reagan fundó como primera dama. En su discurso a la nación en 1986 Ronald y Nancy Reagan, el presidente dijo: "[W]hile drug and alcohol abuse cuts across all generations, it's especially damaging to the young people on whom our future depends... Drugs are menacing our society. Están amenazando nuestros valores y perjudicando a nuestras instituciones. Están matando a nuestros hijos."
But Reagan also cracked down on illegal drugs outside of Just Say No; the FBI added five hundered drug enforcement agents, began record drug-crack downs nationwide, and established thirteen regional anti-drug task forces under Reagan. In the address with the first lady, President Reagan reported on the progress of his administration, saying, "Thirty-seven Federal agencies are working together in a vigorous national effort, and by next year our spending for drug law enforcement will have more than tripled from its 1981 levels. We have increased seizures of illegal drugs. Shortages of marijuana are now being reported. Last year alone over 10,000 drug criminals were convicted and nearly $250 million of their assets were seized by the DEA, the Drug Enforcement Administration. And in the most important area, individual use, we see progress. In 4 years the number of high school seniors using marijuana on a daily basis has dropped from 1 in 14 to 1 in 20. The U.S. military has cut the use of illegal drugs among its personnel by 67 percent since 1980. These are a measure of our commitment and emerging signs that we can defeat this enemy."

### Derechos civiles

#### Mujeres
Mientras competía para la presidencia, Reagan juró que si le daban la oportunidad, designaría a una mujer para la Corte Suprema de Estados Unidos. En 1981 cumplió con su promesa al nominar a Sandra Day O'Connor, quien fue ratificada por el Senado.

#### Personas de color
Se opuso a la 1965 Civil Rights Act, apoyada por Martin Luther King, Jr., junto a otros, y que promulgó como ley el Presidente Lyndon B. Johnson. Su posición sobre esto se basaba en su punto de vista según el cual el gobierno federal no debía proveer en demasía para las personas.

### Educación

#### Oración en los colegios
Reagan apoyaba la oración en los colegios de EE. UU.
El 25 de febrero de 1984, durante su transmisión radial semanal, dijo: "Algunas veces no puedo evitar sentir que la primera enmienda ha sido puesta de cabeza. Porque pregúntense ustedes mismos: ¿Será realmente cierto que la primera enmienda puede permitir a los nazis y a los hombres del Ku Klux Klan marchar en la propiedad pública, apoyar la exterminación de las personas de la fe judía y subyugación de los negros, mientras que la misma enmienda prohíbe a nuestros niños rezar en el colegio?"
Durante su presidencia, Reagan no buscó una enmienda Constitucional que permitiera la oración en los colegios públicos.

#### Departamento de Educación
Reagan estaba particularmente en contra del establecimiento del Departamento de Educación, que tuvo lugar durante la administración de su predecesor, Jimmy Carter. Este punto de vista provenía de sus ideas de reducir la intervención del gobierno. Había jurado abolir el departamento, pero no persiguió ese objetivo como presidente.

### Petróleo y energía
Como presidente, Reagan eliminó el control sobre los precios del petróleo que ocasionó una caída de los precios y un exceso de la oferta. No redujo la dependencia de EE. UU. del petróleo imponiendo un cargo a su importación debido a su oposición a los impuestos. Él confiaba en el libre mercado.